# Сотники (книга)
«Сотники» — український історичний роман-хроніка українського письменника Івана Корбача, який описує події першої половини XVIII ст., що відбувалися на теренах Лівобережної України, зокрема Чернігово-Сіверщини.
Роман «Сотники» є яскравим художньо-історичним нарисом подій, пов’язаних з періодом занепаду Гетьманщини та поступовою втратою української державності. Автор розкриває образи реальних історичних осіб, їх характери, боротьбу за власне існування в складних умовах соціально-економічного та політичного буття нової доби.
Головну увагу зосереджено навколо роду Сахновських – менських сотників, династія яких керувала цим краєм досить довгий час. Непроста система взаємин державної та регіональної еліт, суперечки та колізії в поєднанні з буремними подіями апогею української козацької держави,
дозволяють відчути усю складність атмосфери тих років. 
Роман побачив світ у 1995 році за підтримки представників тогочасного муніципального істеблішменту м. Мена та Менського району. В ролі промоутерів, меценатів та спонсорів виступили: Голова Ради депутатів Менського району – Віктор Григорович Олійніченко, директор птахорадгоспу «Березнянський» – Михайло Маркович Ємець, директор Менського сиркомбінату – Федір Іванович Фесюн, голова колгоспу «Праця» – Петро Федорович Киценко, голова колгоспу ім.  І.Д. Сидоренка – Михайло Петрович Кот, голова колгоспу «1 травня» – Володимир Михайлович Яременко.
З моменту виходу в світ роман «Сотники» жодного разу не перевидавався. Загальнодоступні примірники цієї цікавої оповідки (окрім республіканської, та обласної бібліотеки м. Чернігова) знаходяться в бібліотеках м. Мена, смт. Березна, та низки сільських читалень Менського району.

## Анотація
Помер останній козацький гетьман Данило Апостол. Україною стали правити царські генерали. Козацька старшина, налякана справою Павла Полуботка, заграє перед Санкт-Петербургом, дбає про своє багатство, поневолює козаків і селян, шукає дворянства, творить беззаконня, займається хабарництвом.
Історія України в багатьох випадках майже детективна. І в тому, що в середині XVIII ст. козацький сотник виступив  проти, кажучи по сучасному, мафії козацької старшини, відчувається деякий перегук з сьогоденням.
В центрі роману-хроніки доля сім’ї Менського сотника Івана Сахновського та Генерального писаря Малоросійської Колегії Андрія Безбородька, батька майбутнього світлішого князя російської імперії - Олександра Безбородька. Події відбуваються в Глухові, Петербурзі, Менській та інших козацьких сотнях Чернігівського полку.

### Зміст
Розділ перший................ Спокута
Розділ другий........... Іде весна, а за нею війна
Розділ третій............. Смерть гетьмана.
Розділ четвертий......... Правитель Малоросії.
Розділ п’ятий............. Як козаки ходили турка воювати.
Розділ шостий............. Дари осліплюють очі мудрих.
Розділ сьомий............. Злет Андрія Безбородька.
Розділ восьмий............ Арешт і втеча.
Розділ дев’ятий.......... 	Падіння з небес.
Розділ десятий...........Наш земляк і патріот.
Розділ одинадцятий....... Не по звичаях козацьких.
Розділ дванадцятий....... Допит без пристрасті.
Розділ тринадцятий....... Важкий гаманець кожні справу полегшить.
Розділ чотирнадцятий.....Прошеніє сотників Чернігівського полку.
Розділ п’ятнадцятий...... Цариця дарує Україні гетьмана.
Розділ шістнадцятий...... Менські вечорниці та Грицеві дурниці.
Розділ сімнадцятий....... Правда Божа, та суд старшинський.
Епілог.

#### Вихідні параметри роману
Корбач І. М. Сотники. Історичний роман-хроніка [Текст] / І.М. Корбач. — К.: Український центр духовної культури, 1995. — 299 с.
ISBN 5-7707-6279-9 
ББК 84.4 УКР6
К 66